# Ibigny
Ibigny é uma comuna francesa na região administrativa de Grande Leste, no departamento de Mosela. Estende-se por uma área de 4,77 km². Em 2010 a comuna tinha 97 habitantes (densidade: 20,3 hab./km²).